# سومتيل
سومتيل (بالصومالية: Somtel)‏ شركة اتصالات يقع مقرها الرئيسي في مدينة هرجيسا عاصمة صوماليلاند.

## مناطق الخدمة
تقدم شركة سومتل خدماتها في كل من صوماليلاند والصومال.

## خلفية
توفر شركة سومتل الخدمات الصوتية وخدمات الانترنت عبر الهاتف المحمول للعملاء، كما تقدمة خدمة تحيول الأموال عبر الهاتف المحمول، كما أن الشركة تزود عملاءها بخدمات الجيل الثالث والرابع في شبكة اتصالاتها.
تمتلك شركة دهب شيل أغلب أسهم شركة سومتيل إلا أن سومتيل مسجلة رسميا في جزر فيرجن البريطانية.

## خدمات
- خدمات الدفع المسبق
- خدمات الاشتراك
- خدمة الإنترنت
- سحاب
- محفظة الهاتف المحمول[4][5][6]

## الشراكة

### O3b
في نوفمبر 2013، أعلنت شركة O3b Networks, Ltd عن اتفاقية مع سومتيل لتوفير سعة عالية السرعة ومنخفضة الكمون، بهدف تحسين شبكات الشركة وموثوقيتها.

### جوجل
دخلت شركة سومتيل عام 2012 في شراكة مع جوجل في خدمات البريد الإلكتروني.

## نطاق التردد
تعمل شركة سومتيل على شبكات GSM وتقدم خدمات الانترتت 4G LTE . 3G 2100، 2G 1800، 900 و LTE 800 ميجا هرتز 20 FDD.

## روابط خارجية
- سومتيل